# Talmühle (Aspach)
Talmühle (bis 1933 Ölmühle genannt) ist eine ehemalige Wassermühle und ein Wohnplatz, der dem Ortsteil Großaspach der Gemeinde Aspach im baden-württembergischen Rems-Murr-Kreis zugehörig ist. Im Laufe ihrer Geschichte war die Talmühle eine Getreide-, Säg- und Ölmühle sowie eine Hanfreibe als auch eine Futterschneide.

## Lage
Die Talmühle mit ihrem halben Dutzend Hausnummern liegt südlich des Ortsteils Großaspach, in Luftlinie ca. 1 km entfernt, und an der Ostseite des im Tal verlaufenden Klöpferbachs im Naturraum der Inneren Backnanger Bucht.

## Umgebung
Die Talmühle ist umgeben von hauptsächlich landwirtschaftlich genutzten Flächen. Sie ist erreichbar über eine öffentliche Zufahrtstraße von der Schöntaler Straße aus sowie über einen auf landwirtschaftliche Fahrzeuge begrenzten, aber für Anlieger freigegebenen Feldweg, der bei der Großaspacher Gemeindehalle beginnt. In nächster Nähe befindet sich südlich und am Klöpferbach das Aspacher Klärwerk und in östlicher Richtung der Schöntaler Hof. Außerdem findet man über das Gebiet des Tals verstreut einige Schrebergärten. In größerer Entfernung liegt im Westen ein Steinbruch und davor das Vereinshaus der Aspacher Modellflieger.

## Geschichte
Ein Wassernutzungsrecht ist seit 1764 nachgewiesen. Folglich muss die Mühle im 18. Jahrhundert entstanden sein. Die spätere Ölmühle entstand im 19. Jahrhundert. Um 1830 waren die Eigentümer Michael und Lukas Gläser. Seit 1908 verfügte die Mühle über einen Kaelble-Hilfsmotor. Bis 1941 wurde die Anlage mit einem oberschlächtigen Wasserrad betrieben; danach wurde eine Francis-Turbine eingebaut. Letzter Müller der Talmühle war Wilhelm-Adolf Wolf, der den Betrieb 1968 einstellte. Bis 1972 verkaufte Wolf noch Mehl im eigenen Mühlenladen.
Vom Klöpferbach zweigte früher ein eigens gegrabener Mühlkanal zur Talmühle ab, dieser ist inzwischen allerdings zugeschüttet; in südwestlicher Richtung vom Wohnplatz aus findet man aber noch einen toten Nebenarm.